# Rozchodníkovec

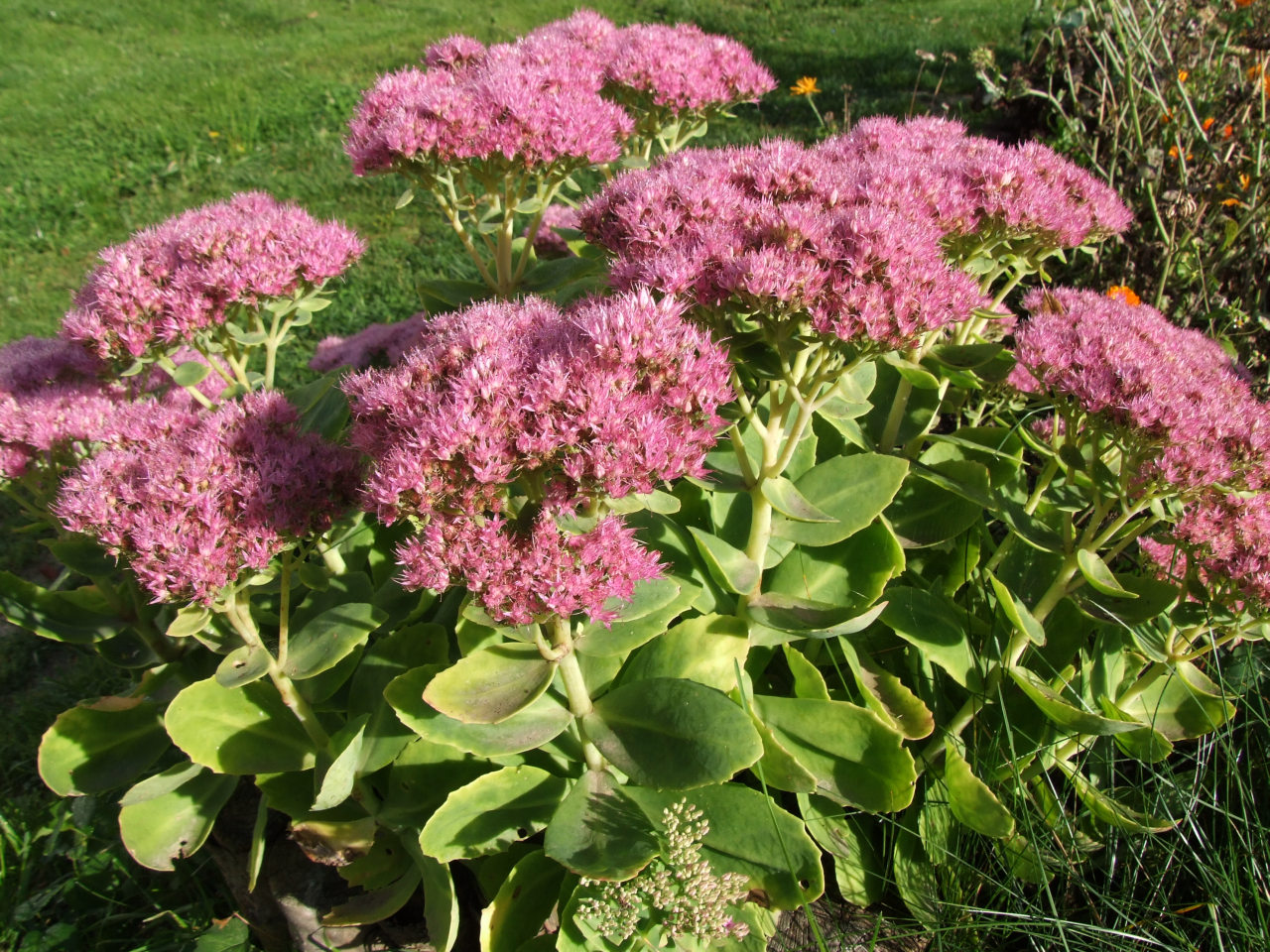
Rozchodníkovec nádherný

Rozchodníkovec (Hylotelephium) je rod rostlin z čeledi tlusticovitých (Crassulaceae). Rod má asi 33 druhů zejména na severní polokouli. Jsou to suchomilné byliny se silně dužnatými listy zadržujícími vodu. Některé druhy jsou oblíbené jako zahradní rostliny.
Rod byl dříve řazen do rodu rozchodník (Sedum), ze kterého byl na základě molekulárních studií vyčleněn do separátního rodu rozchodníkovec, podobně jako rozchodnice.

## Druhy
- Hylotelephium anacampseros (L.) H. Ohba
- Hylotelephium argutum (Haw.) Holub - rozchodníkovec zubatý
- Hylotelephium cauticola (Praeger) H. Ohba
- Hylotelephium erythrostictum (Miq.) H. Ohba - rozchodníkovec sličný
- Hylotelephium ewersii (Ledeb.) H. Ohba - rozchodníkovec Ewersův
- Hylotelephium jullianum (Boreau) Grulich - rozchodníkovec křovištní
- Hylotelephium maximum (L.) Holub - rozchodníkovec velký
- Hylotelephium scherfelii (L.) Grulich - rozchodníkovec Scherfelův
- Hylotelephium sieboldii (Regel) H. Ohba - rozchodníkovec Sieboldův
- Hylotelephium spectabile (Boreau) H. Ohba - rozchodníkovec nádherný
- Hylotelephium telephioides (Michx.) H. Ohba
- Hylotelephium telephium (L.) H. Ohba - rozchodníkovec nachový